# Edward Villiers (1620-1689)
Edward Villiers (15 avril 1620 - 1689) est un homme politique et un militaire anglais membre de la puissante famille des Villiers.

## Biographie
Edward Villiers est né en avril 1620, quatrième fils d'Edward Villiers (maître de la monnaie) (en) et de Barbara St. John, demi-neveu de George Villiers (1er duc de Buckingham). Edward Hyde (1er comte de Clarendon), le considère comme un homme de "diligence et de dextérité" et l'appelle "honnête Ned".

## Carrière
Il se bat pour Charles Ier pendant la Guerres des Trois Royaumes, il sert dans Guerres des évêques contre les Écossais et est blessé à la première bataille de Newbury en 1643. Il est également employé pour transporter des dépêches confidentielles et sert comme gouverneur de Newark sous Richard Willys avant la nomination de John Belasyse à la place de Willys.
Après la fin de la première guerre civile anglaise, il est impliqué dans un complot visant à aider le duc d’York, qui devient plus tard Jacques II, à s’échapper, mais n'est pas condamné. Il ne participe pas à la Deuxième guerre civile anglaise et vit à l'étranger de 1649 à 1652.
Lorsque Charles II retrouve son trône lors de la restauration en 1660, Villiers occupe une série de fonctions dans le nord-est de l'Angleterre, notamment celles de gouverneur du château de Tynemouth et de Newcastle. Il occupe également un certain nombre de postes militaires essentiellement honorifiques; en 1670, il est nommé capitaine de la troupe de gardes à cheval du roi, le colonel étant le fils illégitime de Charles, le duc de Monmouth. Le signe le plus significatif de sa loyauté perçue est que sa première épouse, Frances Howard, est gouvernante des filles de Jacques II, Mary et Anne. Elle meurt de la variole en 1677 et Villiers sert brièvement en Flandre en 1678 dans le régiment de cavalerie du duc d'York, mais sans participer à des actions militaires. En 1681, il est fait chevalier maréchal de la maison royale.
Pendant la Rébellion de Monmouth contre Jacques II en juin 1685, l'ancienne unité des Horse Guards appartenant à Villiers et Monmouth accompagne Feversham et Churchill à la bataille de Sedgemoor. Cependant, comme la grande majorité, Villiers soutient Guillaume III lorsqu'il débarque à Torbay le 5 novembre 1688 lors de l'invasion connue sous le nom de Glorieuse Révolution. Ceux qui restent fidèles à Jacques II, comme le comte catholique de Peterborough, sont démis de leurs fonctions et le 31 décembre 1688, Villiers est nommé colonel du régiment de cavalerie du comte de Peterborough .
La date de sa mort n'est pas certaine, mais il est enterré à l'abbaye de Westminster le 2 juillet 1689.

## Mariage et famille
Vers 1650, il épouse Frances Howard, fille cadette de Theophilus Howard (2e comte de Suffolk) et Elizabeth Hume, future gouverneure des filles de Jacques II, Mary et Anne. Ils ont de nombreux enfants avant la mort de Frances de la variole en 1677.
- Anne Villiers (vers 1651-1688) épouse Hans Willem Bentinck (1er comte de Portland) (1649-1709) le 1er février 1678;
- Barbara Villiers (1654 - 1708) épouse John Berkeley (4e vicomte Fitzhardinge) (1650 - 19 décembre 1712);
- Edward Villiers (1er comte de Jersey) (1656 - 1711) épouse Barbara Chiffinch (1663 - 1735) le 17 décembre 1681.
- Elizabeth Villiers (1657 - 1733) épouse George Hamilton (1er comte d'Orkney) (1666-1736 / 37) le 25 novembre 1695. Elle est aussi la maîtresse de Guillaume III d'Angleterre.
- Katherine Villiers épouse le 20 juillet 1685 le marquis de Puissar (décédé en 1701), puis William Villiers (décédé le 7 septembre 1723) en 1702.
- Henry Villiers (décédé le 18 août 1707). Père de Henry Villiers (décédé en 1753) et de Catherine Villiers (décédée en 1764), mariée avec John Craster, le 17 janvier 1727.
- Mary Villiers (décédée le 17 avril 1753) épouse William O'Brien (3e comte d'Inchiquin), fils de William O'Brien (2e comte d'Inchiquin) et de Margaret Boyle, en avril 1691. Ils ont trois fils et une fille.
- Henrietta Villiers (décédée le 1er février 1720) épouse le 23 mai 1695, John Campbell (2e comte de Breadalbane et Holland), fils de John Campbell (1er comte de Breadalbane et Holland) (en) et de Lady Mary Rich. Ils ont un fils et deux filles.

Anne, Elizabeth, Edward et (éventuellement) Katherine accompagnent la reine Mary à La Haye après son mariage en 1677 avec Guillaume III d'Orange-Nassau).
En février 1685, Villiers épouse Martha Love à l'abbaye de Westminster, mais ils n'ont pas d'enfants.